# Het kristallen eendje
Het kristallen eendje is het 53ste stripverhaal van Jommeke. De reeks wordt getekend door striptekenaar Jef Nys.

## Personages
- Jommeke
- Flip
- Filiberke
- Pekkie
- Annemieke
- Rozemieke
- Choco
- kleine rollen : prinses Liliala, Moesasoe, Koelaboe, commandant Klepkens, agent Isidoor, koning van Kasakatja, ...

## Verhaal
De Miekes hebben nieuwe fietsen gekregen en rijden daarop rond in het dorp. Plots zien ze hoe een Indische vrouw wordt overvallen door twee Indiërs. Zij stelen een kristallen eendje uit haar handtas. Als Annemieke de politie belt, gaan de twee dieven ervandoor op haar fiets. Ze gaat er met de fiets van Rozemieke achteraan. Ze volgt hen naar een vervallen landhuis en komt dan met beide fietsen weer terug. Op het marktplein, waar de diefstal plaatsvond, zijn ondertussen Jommeke en de politie ook aangekomen. Op aanwijzing van Annemieke rijden ze naar het landhuis. De dieven hebben zich daar verstopt langs een geheime doorgang in een kast in de kelder. De huiszoeking van de politie levert daardoor niets op.
Jommeke en Flip willen echter niet opgeven en keren nog eens terug. Ze vinden de geheime ingang in de kast, maar worden door de Indiërs Moesasoe en Koelaboe gevangengenomen. De volgende dag kunnen ze ontsnappen, net op het moment dat de speurneus van Pekkie Filiberke en de Miekes naar het huis had geleid, op zoek naar Jommeke.  Samen bedenken ze een list. Ze binden Pekkie en Choco vast in de plaats van Jommeke en Flip. Filiberke verstopt zich in de kelder, Jommeke in de schuilplaats achter het geheime paneel. Als de twee dieven terugkomen en Pekkie en Choco zien, denken ze dat er tovenarij in het spel is en willen ze vluchten. Filiberke heeft ondertussen de deur van de kast al gebarricadeerd. Als ze terug door het paneel willen gaat dat ook niet meer. Dat werd door Jommeke gebarricadeerd. De Miekes komen terug met de politie die de twee dieven arresteert.
Vervolgens vinden de vrienden het kristallen eendje terug en brengen het naar de Indische vrouw. Die nodigt hen uit op het paleis van haar vader in het kleine Aziatische land Kasakatja, waar ze bekendmaakt dat zij prinses Liliala is. Het kristallen eendje blijkt het symbool van de koninklijke macht te zijn. Ze bracht het eendje in veiligheid toen een schurk achter het eendje zat. Het verhaal eindigt met een feestmaal georganiseerd door de dankbare koning.

## Achtergronden bij dit verhaal
- Dit album hoort in de reeks achtervolgingsverhalen waarbij de vrienden een schat of kostbaar voorwerp uit de handen van schurken moeten houden of halen.
- Dit album toont nogal wat gelijkenissen met het voorgaande. Zo is er opnieuw sprake van een voorwerp dat recht heeft op het koningschap van een klein land in de buurt van India. Dit album speelt zich echter thuis af en niet in Azië.
- In dit album is er sprake van een oom van de Miekes, 'Door' genaamd.